# Boarmia punctimarginaria
Boarmia punctimarginaria là một loài bướm đêm trong họ Geometridae.